# Cinctipora
Cinctipora is een monotypisch geslacht van mosdiertjes uit de familie van de Cinctiporidae en de orde Cyclostomatida.

## Soort
- Cinctipora elegans Hutton, 1873